# 久左の辻

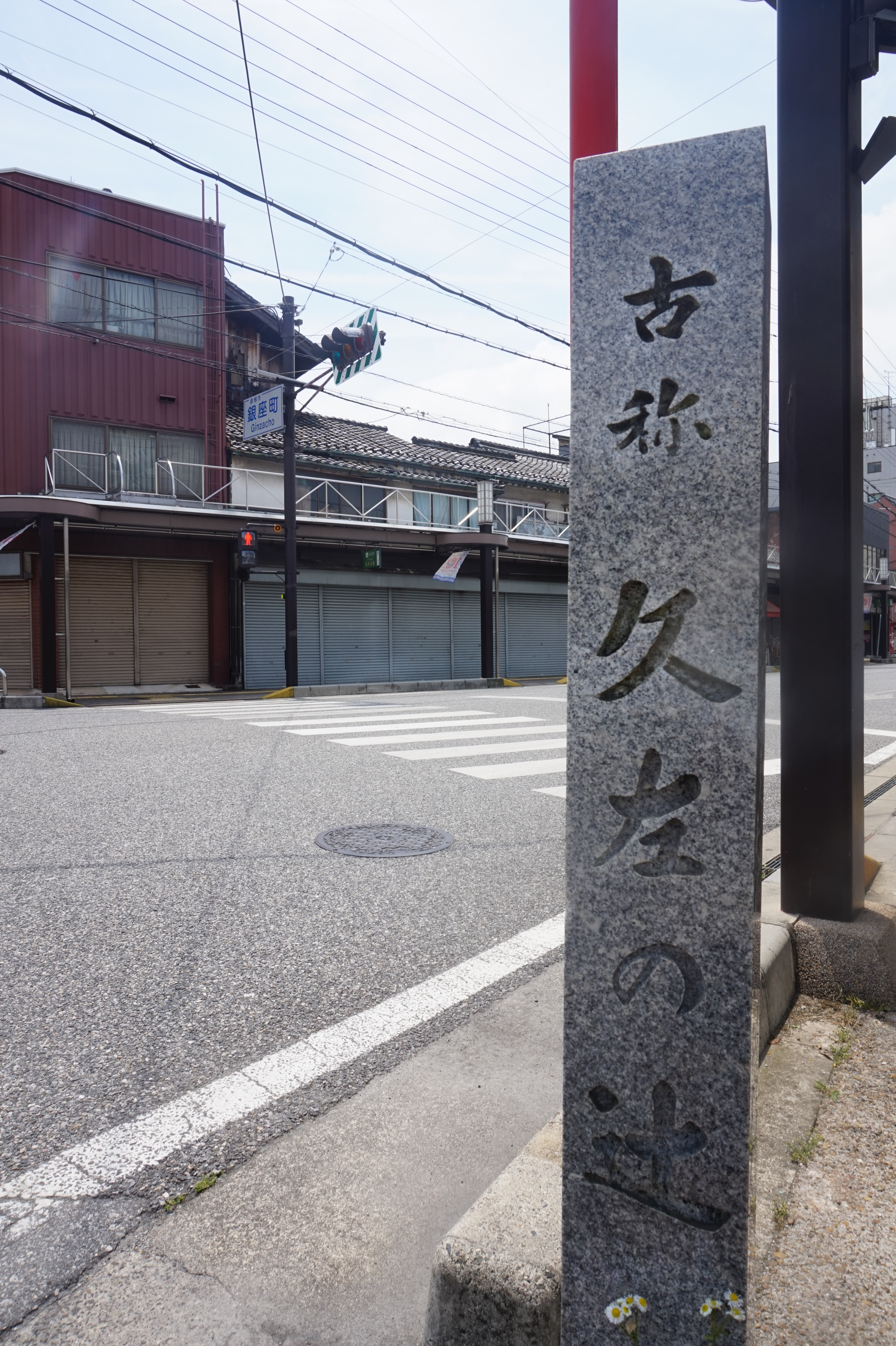
久左の辻（2016年6月）

久左の辻（きゅうざのつじ）は滋賀県彦根市銀座町にある交差点の名称である。

## 概要・由来
銀座商店街の入口に位置する。「古称 久左の辻」と刻まれた石碑が建てられている。江戸時代に彦根藩の御用商人であった近藤久左衛門がこの地一帯を所有していたが、没落後当地に名称のみが残ったとされている。

## 言い伝え・ジンクス
昭和期にこの地に出店していた店はすべて、短期間のうちに閉店の憂き目に遭っている（西友彦根店→大安家具彦根店）。その後事務所に転用されたこともあるが、なぜかすぐに閉鎖してしまっている。諸説あるが、近藤久左衛門の没落の因縁が関係しているとの説が有力である。なお、久左の辻交差点前の左右両方の廃ビル(右側にあったイセヤビルは現在は存在せず跡地は駐車場。)は商店街の行事や滋賀県立大学の学生グループACTが「まちと学生の交流の場」として使用したこともある。隣接する花しょうぶ通り商店街やリバーサイド橋本通りがリニューアル再生しており、彦根銀座商店街の入口にも当たるために再開発が検討されている。